# Begraafplaats van Escanaffles
De Begraafplaats van Escanaffles is een gemeentelijke begraafplaats in het Belgische dorp Escanaffles. De begraafplaats ligt 360 m ten zuidoosten van de Sint-Martinuskerk aan de Rue du Vivier.
- Op de begraafplaats ligt naast het perk met de Britse gesneuvelden een burgerlijk slachtoffer (Jeanne Toremans) uit de Tweede Wereldoorlog.

## Britse oorlogsgraven
Op de begraafplaats liggen 2 graven met gesneuvelden uit de Eerste Wereldoorlog. Het ene is van de Brit J. G. Leckenby, onderluitenant bij de Royal Air Force en 18 jaar toen hij sneuvelde op 9 november 1918. Het andere graf is van Thomas Charles Richmond Baker, kapitein bij de Australische luchtmacht. Hij werd onderscheiden met het Distinguished Flying Cross (DFC) en tweemaal met de Military Medal (MM and Bar). Hij was 21 jaar toen hij sneuvelde op 4 november 1918.
Hun graven worden onderhouden door de Commonwealth War Graves Commission waar ze geregistreerd staan onder Escanaffles Communal Cemetery.